# Deglimar Aguillón
Deglimar Aguillón (ur. 28 września 1988) – wenezuelska judoczka.
Wicemistrzyni igrzysk Ameryki Południowej w 2006 w drużynie. Brązowa medalistka igrzysk Ameryki Środkowej i Karaibów w 2006. Siódma na mistrzostwach panamerykańskich w 2006 roku.